# Jerome Sala
Jerome Sala (29 de noviembre de 1986 en Pilar, Bohol), es un cantante filipino que fue apodado como el "Balladeer Extraordinaire", y descubierto en la primera serie de competencia en un programa llamado "Canto de Filipinas" en la búsqueda por una estrella. Entre miles de competidortes organizada por la cadena televisiva de ABS-CBN red, obtuvo su primera victoria en 2005. Sala se ha convertido en un artista fenomenal hasta que se vuelve inactivo después de volver a su provincia. 

## Inicios
Sala se sumó a la obtención de los premios en Barangay, organizada por las fiestas municipales donde asistieron cantantes reconocidos, el viajó a unas islas más cercanas en pequeños botes para unirse a las competiciones de canto. Cuenta que cuando era niño fue descubierto por su padre, quien más adelanto lo animó para convertirse en una estrella de la música y así logra demostrar su talento cantando ante su familia, además se decía que su talento era hereditario genéticamente en condiciones de seguridad que le transmitió su abuelo. Según la gente de su ciudad natal, cuenta que a la edad de cinco años, Jerome ya demostraba a su padre su propio estilo antes de acudir a los escenarios y gracias a eso el logró ganar su primer trofeo en la música. Terminó la educación primaria en una Escuela de Bagacay y la secundaria en la Academia Virgen del Pilar. También terminó la universidad conocido como el Instituto de Tecnología en Bohol. Sala entró a los estudios de grabación para luego concursar nuevamente en un programa conocido como la Estrella del Millón, celebrada en la ciudad de Cebú, organizada por la (SSIAM) conocido como la "Liga de Campeones de los Cinco." Sala se ha considerado un simple muchacho como los demás y ha llegado tan lejos para ser una de las estrellas más exitosa en su país de origen, como el primer ídolo de la música demostrando sus primeras actuaciones en Manila. Luego retornó a su ciudad natal y contrajo matrimonio, con su esposa actual él tiene una hija de un año. También fue denominado como la gestión de su familia conocido como el hollowblock de los negocios.

## Premios
- Gran campeón, buscar una estrella en un Millón, 2005
- Nominado para Mejor Nuevo Artista (Hombre), los Premios Fundación Aliw Inc. (AAFI) 3 de agosto de 2005

## Discografía
- Búsqueda de una estrella en un Millón "(2005)
- Jerome Sala, Star Documentos (2005)

## Aspectos en la televisión
- 'Kaya Maalaala Mo', Jerome Sala Story, ABS-CBN, 14 de julio de 205 (cameo)